# Горски патици
Горските патици (Aix) са птици от разред Гъскоподобни, семейство Патицови. Названието на рода идва от начина им на живот и гнездене, които са тясно свързани с горите и дърветата. Те са сред най-дребните представители на разред Гъскоподобни. Тежат между 400 и 700 грама.

## Разпространение
Горските патици са повсевместно разпространена в Европа, Азия и Северна Америка, но са с много ниска плътност на популацията. Борят се две противоречиви тенденции, от една страна броят ѝ в традиционните ѝ местообитания се съкращава вследствие на лова и стопанската дейност на човека, но от друга голям брой птици се размножават и живеят в полудомашно състояние, попълвайки по този алтернативен начин числеността на вида. В България се среща и двата вида в диво състояние в близост до Черноморското крайбрежие и река Дунав. Те са редки за наблюдение видове.

## Начин на живот и хранене
За разлика от повечето представители на разреда, Горските патици се чувства добре в короните на дърветата и често почиват кацнали на някой висок клон, и като цяло предпочитат да се придържат към гористите участъци на реките. Полетът им притежава висока маневреност и характерното за него е, че в случай на уплаха излитат вертикално нагоре, което е непостижимо за повечето от останалите птици от разред Гъскоподобни. По отношение на храненето са всеядни, но като цяло предпочитат растителна храна.

## Размножаване
При горските патици е силно изразен половият диморфизъм. Мъжката е красиво оцветена за разлика от женската, която е почти незабележима с маскировъчното си кафеникаво оперение. Гнезди като правило в дупки на дърветата на височина от порядъка на 10 – 20 m. Женската снася от 5 до 12 яйца, които мъти в продължение на 28 – 30 дни. Още с излюпването си малките, насърчавани от майката, изскачат от гнездото, което често е на значителна височина, и използвайки недоразвитите си криле и ципи на краката, омекотяват падането. Малките са изключително издръжливи и подвижни, плуват отлично, при заплаха се гмуркат и задържат успешно под водата. Хранят се много и практически с всичко, което могат да открият във водата и много бързо се развиват.

## Допълнителни сведения
Горските патици са отглеждана над един век като декоративни птици в домашно или полудомашно състояние. При домашно отглеждане се чувстват и размножават добре, не са придирчива към храната, издържа на сравнително хладен климат.

## Списък на видовете
род Aix -- Горски патици
- Aix galericulata (Linnaeus, 1758) -- Мандаринка
- Aix sponsa (Linnaeus, 1758) -- Каролинка